# Лонгин (консул 486 года)
Фла́вий Ло́нгин (лат. Flavius Longinus; годы деятельности 475—491) — государственный деятель Восточной Римской империи, брат императора Зинона, консул 486 и 490 годов.

## Биография
Лонгин был родом из Исаврии в Малой Азии. Его матерью была Лалис (Lallis или Lalis), он был женат на Валерии и имел дочь, которую звали Лонгина.
Когда его брат, император Зинон, был свергнут Василиском и бежал в Исаврию, Лонгина захватил в плен полководец Илл. Илл вначале был сторонником Василиска, затем перешёл на сторону Зинона. Долгое время он использовал Лонгина, чтобы оказывать влияние на императора. В 483 году Зинон потребовал освобождения Лонгина. Илл отказался и поднял восстание против императора, закончившееся его поражением и гибелью.
После своего освобождения в 485 году Лонгин начал свою карьеру, получил пост magister militum praesentialis и дважды назначался консулом. Он вёл военную кампанию против Цанов (колхидского племени), делал щедрые пожертвования гражданам Константинополя, в частности оплатил строительство четырёх новых трибун для каждой фракции ипподрома взамен старых.
После смерти Зинона в 491 году Лонгин был одним из возможных кандидатов на трон, но его исаврийское происхождение, непопулярное в народе, стало препятствием для этого. Ариадна, вдова Зенона, выбрала преемником Анастасия I. В ответ на это Лонгин спровоцировал восстание в Исаврии, известное как Исаврийская война. Разбив повстанцев, Анастасий отправил Лонгина в изгнание в Фиваиду (Египет).